# ヤマザキコレ
ヤマザキ コレ（6月10日 - ）は、日本の漫画家。女性。北海道出身、北海道在住。

## 来歴
幼少期から絵を描くことと読書が好きだったといい、小学校高学年時代には吉川うたたの『すっくと狐』や、みなぎ得一の『足洗邸の住人たち。』などの影響を受けて日本の妖怪ものを始めとしたオカルト・ホラーに強く興味を持ち始める。小学生の時に図書館で初めて出会った新紀元社の書籍であるトゥルース・イン・ファンタジーシリーズの『妖精』と『ドラゴン』を好きな作品としてあげている。
2013年に『ふたりの恋愛書架』（芳文社）でデビューを果たす。
ヒット作となる『魔法使いの嫁』は、2013年2月、原型となる漫画が掲載された同人誌がたまたま担当編集者の目の留まったことから、月刊コミックブレイド（マッグガーデン）への連載が決定した。

## 作品リスト

### 漫画作品
- ふたりの恋愛書架[7]（『まんがタイムきららフォワード』2012年4月号、6月号〈ゲスト掲載〉、2012年10月号 - 2013年9月号） - ゲスト掲載時のタイトルは『二人の恋愛書架』。
- 魔法使いの嫁（『月刊コミックブレイド』2014年1月号 - 9月号→『MAGCOMI』内『コミックブレイド』・『月刊コミックガーデン』2014年10月号 - →『コミックグロウル』2023年12月21日[8] - ）
- フラウ・ファウスト（『ITAN』20号・22号[9] - 41号[10]）
- ゴーストアンドウィッチ（『マンガdoor』2021年9月10日[11] - →『コミックグロウル』[12]）

### 書籍
作品のページがあるものは、それを参照。
- 『ふたりの恋愛書架』、芳文社〈まんがタイムKRコミックスフォワードシリーズ〉2013年、全2巻
  1. 2013年2月12日発売[13]、ISBN 978-4-8322-4261-6
  2. 2013年8月10日発売[13]、ISBN 978-4-8322-4334-7
- 『魔法使いの嫁』、マッグガーデン〈ブレイドコミックス〉2014年 -2023年、全19巻
  - KADOKAWA〈ブシロードコミックス〉2024年 - 、既刊22巻（2025年4月8日現在）、19巻まではブレイドコミックスの新装版
- 『フラウ・ファウスト』、講談社〈ITANコミックス〉2015年 - 2018年、全5巻
  1. 2015年4月7日発売[14]、ISBN 978-4-06-380755-4
  2. 2015年11月6日発売[15]、ISBN 978-4-06-380814-8
  3. 2016年7月7日発売[16][17]、ISBN 978-4-06-380863-6
    - （絵本付き特装版）同日発売[18][17]、ISBN 978-4-06-364988-8

  4. 2017年6月7日発売[19][20]、ISBN 978-4-06-380927-5
    - （小説付き特装版）同日発売[21][20]、ISBN 978-4-06-362360-4 - ヤマザキ初の書き下ろし小説付き[20]。

  5. 2018年3月7日発売[22]、ISBN 978-4-06-511006-5
    - （小説付き特装版）同日発売[23]、ISBN 978-4-06-511005-8
- 『ゴーストアンドウィッチ』、マッグガーデン〈ブレイドコミックス〉2023年、全1巻、未完
  1. 2023年3月10日発売[24]、ISBN 978-4-8000-1304-0

  - ブシロードワークス〈ブシロードコミックス〉2024年 - 、既刊3巻（2025年4月8日現在）
    1. 2024年4月6日発売[25]、ISBN 978-4-04-899619-8
    2. 2024年4月12日発売[26][27]、ISBN 978-4-04-899620-4
    3. 2025年4月8日発売[28]、ISBN 978-4-04-899673-0
- 『魔法使いの嫁 断片集』、ブシロードワークス〈ブシロードコミックス〉2024年 - 、既刊2巻（2025年4月8日現在）

### その他
- 夜の写本師（著：乾石智子、創元推理文庫、2019年3月）期間限定カバーイラスト[29]
- Fate/Grand Order（ゲーム、2019年12月）概念礼装「乙女たちの午餐会」
- あまんちゅ!完結記念特設ページ（2021年5月12日[30]）お祝いイラスト[30]
- であいもん 公式コミックアンソロジー 〜縁〜（アンソロジーコミック、2022年6月10日[31]）カラーイラスト[31]
- 吸血鬼すぐ死ぬ 公式アンソロジー 新横浜で会いましょう 第2巻（アンソロジーコミック、2023年2月8日[32]）イラスト[32]